# Claude de Faucon de Ris
Claude Faucon, seigneur de Ris, de La Borde, de Frainville, etc., est un magistrat normand du XVIe siècle, né à Paris en 1536, mort également à Paris en 1601. Il fut, notamment, premier président au Parlement de Bretagne en 1587.

## Famille
Il est issu de famille Faucon qui était originaire de Florence. Son grand-père Falco Falconi était venu en France en 1495 dans la suite du roi Charles VIII et s'était établi à Montpellier. 

## Biographie
Il est le fils d'Alexandre Faucon (1er du nom), Receveur général des Monnaies à Montpellier, et de Françoise d'Albiac. Ainé de 3 enfants, il fut élevé auprès de son oncle François Faucon, qui fut successivement évêque de Tulle, d'Orléans, de Mâcon, et de Carcassonne. Il fut reçu conseiller au Parlement de Paris le 11 janvier 1567.
En 1577, Claude Faucon acheta à Henri III le fief de Charleval, qui sera érigé en marquisat par lettres-patentes de juin 1651 au profit de ses descendants.
Il devint président de la Chambre des Enquêtes en 1579. Il fut également conseiller d'État sur la recommandation du duc de Joyeuse, puis enfin, le 2 mars 1587, premier président du Parlement de Bretagne, charge laissée vacante par le décès de René de Bourgneuf de Cucé, et installé dans ses fonctions le 27 avril. 
Pendant la guerre de la Ligue en Bretagne,  Claude Faucon maintint la fidélité de son parlement à Henri IV, alors qu'un parlement ligueur concurrent était organisé à Nantes. En 1589, revenant de Paris à Rennes avec son gendre Isaac Loaysel, il fut capturé par les Ligueurs et détenu pendant dix mois, au cours desquels il composa un poème sur les guerres civiles. Il fut libéré contre une très lourde rançon de 10 000 écus et fut obligé ensuite, par les troubles et les épidémies, de transférer le Parlement de Rennes à Vitré. 
Lassé des difficultés, il obtint la permission de résigner sa charge, en janvier 1597, en faveur de Jean de Bourgneuf de Cucé, fils de son prédécesseur. 
Il jouissait d'une grande réputation parmi les lettrés de l'époque (« vir acerrimi ingenii », dit de lui le président de Thou).

## Descendance
Marié en 1566, Claude Faucon eut quatorze enfants, dont :
- Alexandre Faucon (2e du nom), l'aîné, seigneur de Ris, qui fut président au Grand Conseil en 1602, et premier président du Parlement de Normandie en 1608[1].
- Charles Faucon, qui exerça aussi cette dernière fonction[1] après son frère Alexandre Faucon[1], puis son fils : 
  - Jean-Louis Faucon, marquis de Charleval[1] devint aussi premier président du Parlement de Normandie.  
    - Charles Faucon de Ris, fils de Jean-Louis, exerça ensuite cette même fonction.